# Cássio Alves de Barros
Cássio Alves de Barros (* 17. Januar 1970 in Rio de Janeiro) ist ein ehemaliger brasilianischer Fußballspieler.

## Karriere
Der Abwehrspieler verbrachte seine ersten fußballerischen Jahre bei verschiedenen Verein in Brasilien, unter anderem beim CR Vasco da Gama und beim FC Santos. Bis er 1999 in die 2. Bundesliga zu den Stuttgarter Kickers wechselte.
Nach der Saison 2000/01 verließ er die Kickers und kehrte wieder in sein Heimatland zurück und spielte noch bis 2002 bei Goiás EC und dem America FC (RJ), ehe er seine Karriere als Fußballer beendete.